# Vandoeuvre-lès-Nancy
Vandoeuvre-lès-Nancy (o Vandœuvre-lès-Nancy) és un municipi francès situat al departament de Meurthe i Mosel·la i a la regió del Gran Est. L'any 2014 tenia 29.721 habitants.

## Agermanaments
- Lemgo (Rin del Nord-Westfàlia)[1]
- Ponte de Lima (Portugal)